# Вуличний фільм
Вуличний фільм (англ. Street Film) — специфічний жанр реалістичного кінофільму, розроблений і популярний у Німеччині в 1920-ті роки, що мав на меті вивчення й пояснення знеособлення дегуманізму і наслідків урбанізації в часи економічної депресії. Термін введено в кінематографічний обіг американськими кінознавцями.

## Художні особливості
Вуличні фільми близькі до фільмів камершпіле — за своєю побудовою і настроєм, вони такі ж камерні, але в меншій мірі пронизані символікою і охоплюють більший життєвий і суспільний (соціальний) простір.
До «вуличних» фільмів прийнято відносити фільми «З ранку до півночі» (1920) Карла Хайнца Мартіна, «Примара» (1922) Фрідріха Вільгельма Мурнау, «Полум'я» (1923) Ернста Любіча, «Вулицю» (1923) Карл Груне, «Ню» (1924) Пауля Циннера, «Безрадісний провулок» (1925) Георга Вільгельма Пабста, «Трагедію повії» (1927) Бруно Рана, «Кармен з Сан-Паули» (1928) Еріха Вашнека і «Асфальт» (1929) Джое Мая.
Вулиця в таких фільмах зображається як руйнівне начало в житті звичайного обивателя, містянина, буржуа, і тому майже усі ці стрічки будуються на зіставленні внутрішнього, звичного, спокійного світу, в якому живе обиватель, і світу зовнішнього (вулиці), повного небезпек. Герої вуличних стрічок зазвичай тікають з безпечного місця, яким традиційно є дім, потрапляють у пригоди на вулиці, а потім повертаються до звичного життя.

## Додаткова література
- Вуличний фільм [Архівовано 13 лютого 2015 у Wayback Machine.] в Encyclopedia Britannica